# Arc de Triomf de Bucarest
L'Arc de Triomf de Bucarest (en romanès Arcul de Triumf) és un monument situat a la part nord de la capital romanesa, al bulevard Kiseleff.
El primer arc de triomf es va construir per commemorar la independència de Romania l'any 1878. El dia de la seva inauguració es va fer una desfilada victoriosa de les tropes del nou Estat. Un altre arc provisional el va succeir l'any 1922, després de la Primera Guerra Mundial. Destruït l'any 1935, va ser reemplaçat per l'arc de triomf actual, inaugurat el setembre del 1936.
L'Arc de Triomf de Bucarest té una alçada de 27 metres i una base rectangular de 25 x 11,50 metres. Va ser construït per l'arquitecte Petre Antonescu. Les escultures que decoren la façana van ser realitzades per importants artistes romanesos com Ion Jalea i Dimitrie Paciurea.